# Asia Motors

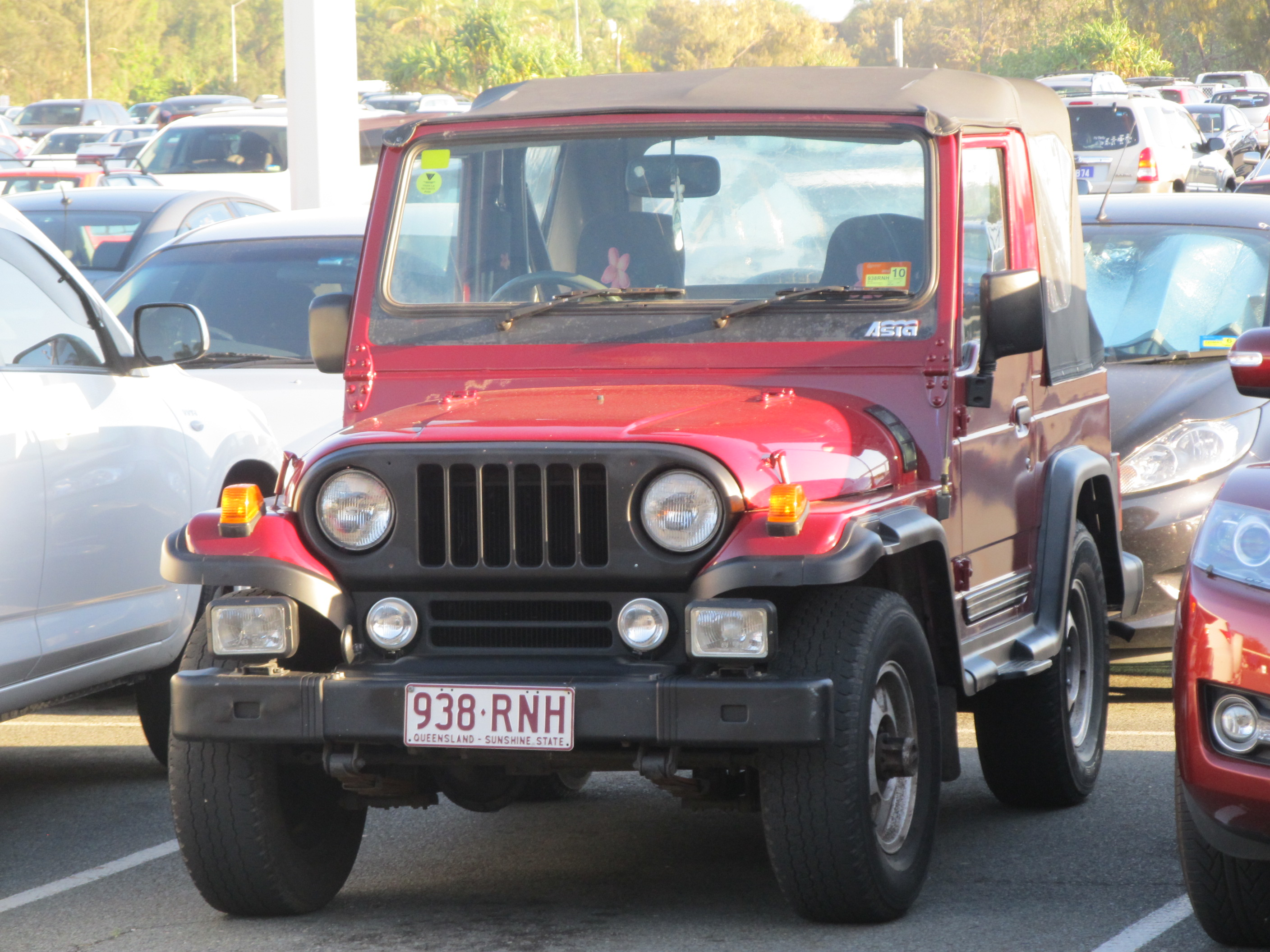
Asia Rocsta

A Asia Motors era uma fábrica de automóveis fundada pelo governo sul coreano em 02 de julho de 1965 com objetivo de criar veículos pesados (ônibus e caminhões) e militares. Sob licença da Fiat, produziu o Fiat 124 entre 1969 a 1975. Foi adquirida pela Kia Motors em 1976. O mercado externo onde a Asia Motors obteve maior êxito comercial provavelmente foi o Brasil, sobretudo com a importação dos modelos Towner e Topic nos anos 90. Além destes modelos, também foram importados o micro-ônibus AM-825, o jipe Rocsta e SUV Galloper (*). A montadora coreana apresentou 3 veículos conceituais no Seoul Motor Show, a minivan Neo Mattina e o jipe Retona em 1995 e o monovolume ARV em 1997.

## Brasil
Entre 1993 e 1999, comercializou a van Topic com motor 2.7 Diesel de 16 lugares, a microvan Towner de 7 lugares e um motor a gasolina 0.8 3 cilindros, o micro-ônibus AM-825 4.0 diesel, o jipe Rocsta e o SUV Galloper mas por problemas tributários, deixou uma dívida bilionária aos cofres do tesouro nacional, descontinuando suas revendas.